# Suippes

Suippes este o comună în departamentul Marne, Franța. În 2009 avea o populație de 3,927 de locuitori.